# Mehetia
Mehetia er en ubeboet ø i Windward øgruppen i den østlige del af Selskabsøerne i Fransk Polynesien ca. 110 km øst for Tahiti. Øen er en vulkanø og det højeste punkt er 435 meter og det sidste vulkanudbrud var i 1981.

## Historie
Mehetia blev opdaget af den engelske søfarer Samuel Wallis i 1767, på dette tidspunkt var øen beboet og der findes stadig ruiner på øen. Senere i 1772 besøgte den spanske søfarer Domingo de Boenechea øen og navngav den "San Cristóbal". Øens befolkning blev drevet væk i 1806. Øen er i dag privatejet.
17°52′S 148°04′V / 17.87°S 148.07°V